# Keisarinkari
Keisarinkari är en ö i Finland. Den ligger i Skärgårdshavet och i kommunen Gustavs i den ekonomiska regionen  Nystadsregionen i landskapet Egentliga Finland, i den sydvästra delen av landet. Ön ligger omkring 56 kilometer väster om Åbo och omkring 210 kilometer väster om Helsingfors.
Öns area är 2,1 hektar och dess största längd är 280 meter i sydöst-nordvästlig riktning. I omgivningarna runt Keisarinkari växer i huvudsak barrskog.